# Toluca (község)
Toluca község Mexikó középső részén, México szövetségi államban. A 2010-es népszámlálás szerint a község lakossága 819 561 fő, területe pedig 453,08 km². A községközpont Toluca de Lerdo, de a községhez tartozik még 99 kisebb település is.